# Michael Gross
Michael Gross, (Frankfurt am Main, 17 de junho de 1964) é um ex-nadador alemão, ganhador de três medalhas de ouro em Jogos Olímpicos.
Com dois metros de altura, recebeu o apelido de "Albatroz" devido ao seus longos braços que lhe davam uma envergadura de 2,13 m. Gross, competindo pela Alemanha Ocidental, conquistou seis medalhas olímpicas, além de treze medalhas no Campeonato Mundial.
Foi um dos nadadores mais destacados do mundo nos 200 metros borboleta entre 1981 e 1988. Neste período estabeleceu quatro recordes mundiais, conquistou dois títulos mundiais, quatro títulos europeus e uma medalha de ouro olímpica.
A única exceção ocorreu em 1984 nas Olimpíadas de Los Angeles, quando Gross foi um dos grandes atletas dos jogos. Gross facilmente ganhou ouro nos 200 metros livres. Nos 100 metros borboleta, conseguiu derrotar o favorito, o americano Pablo Morales. No entanto, nos 200 m borboleta, Gross foi vencido pelo desconhecido australiano Jon Sieben. O revezamento 4x200 metros livres se tornou um dos destaques dos jogos: apesar de Gross ter nadado a parcial mais rápida da história, a equipe americana venceu, ganhando o título de Grossbusters (alusão filme Ghostbusters, lançado à época).
Obteve treze medalhas no Campeonato Mundial (cinco ouros), quinze medalhas de ouro no Campeonato Europeu e foi eleito "Atleta Alemão do Ano" quatro vezes (1982, 1983, 1984 e 1988). Ele aposentou-se de natação em 1991.
Foi nomeado "Nadador Mundial Masculino do Ano" em 1985 pela revista Swimming World e admitido para o International Swimming Hall of Fame em 1995.